# Huis ter Noord
Huis ter Noord of Huisternoord (Fries en officieel: Hústernoard) is een buurtschap, of gehucht in de gemeente Noardeast-Fryslân, in de Nederlandse provincie Friesland. De buurtschap ligt ten zuidwesten van het dorp Oudwoude, waar het qua adressering onder valt. Het ligt verder ten noorden van Veenklooster en ten noordoosten van Triemen.
De bebouwing van de buurtschap ligt rond de brug Hûsternoard over de Stroobossertrekvaart. De naam van de weg parallel aan de Stroobossertrekvaart, de Trekwei, wordt bij Huis ter Noord kort onderbroken door de straatnaam Hûsternoard, waarmee alle panden van de buurtschap het adres hebben met de straatnaam Hústernoard. De weg naar Oudwoude, die met een brug over de trekvaart aansluit op de Trekwei, heet eveneens Hústernoard en gaat in zuidelijke richting verder als Mûntsewei. De brug van rond 1900 werd in 2017 vervangen.
De buurtschap Huis ter Noord bestaat uit negen adressen, waarvan zes ten zuiden van de Trekvaart en drie ten noorden. Bij de herinrichting van de Trekwei tussen 2007 en 2009 werd met het oog op de geschiedenis van de trekvaart ter plaatse van Huis ter Noord een kade aangelegd en werden aan beide kanten van de weg meerpalen geplaatst.

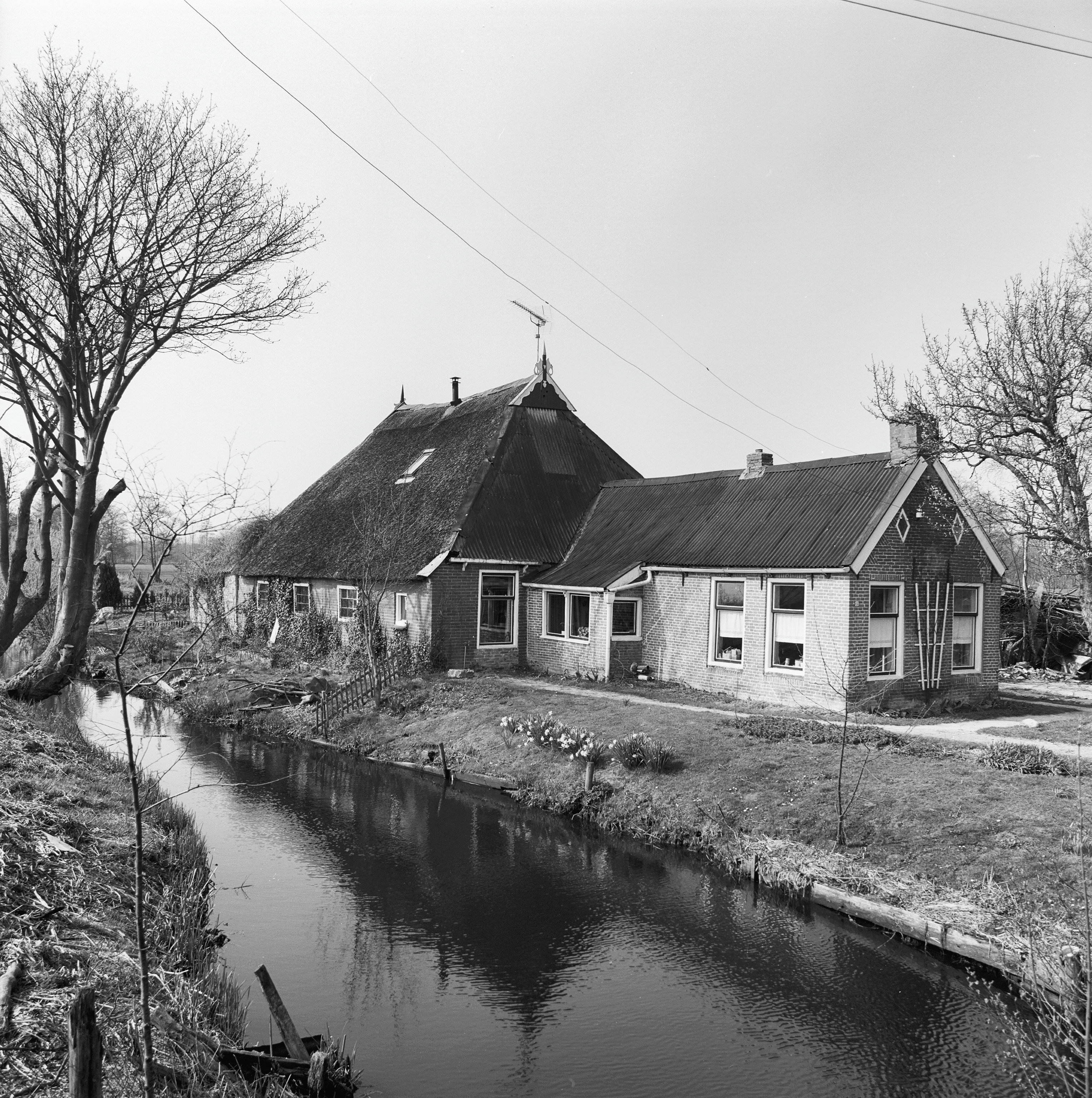
De boerderij uit 1900 waar de naam Huis ter Noord op over ging.

## Geschiedenis
Op de hoek van de Mûntsewei met de Trekwei stond eertijds het Huis ter Noord. Het gebouw lag tussen de Mûntsewei en een smalle opvaart naar Veenklooster en was eigendom van de Fogelsanghstate in Veenklooster. De plaatsnaam Huis ter Noord zou kunnen verwijzen naar deze woning die zich ten noorden van het landgoed bevond. In 1664 en 1700 werd echter gesproken over Huys ten Oort. Het gaat hier waarschijnlijk om verschrijvingen van "ten Noord", maar het deel "Oort" van de plaatsnaam zou ook kunnen verwijzen naar een verhoging "wurth" of een landpunt "werth".
Het overgrote deel van de landerijen tussen Veenklooster en Oudwoude was in het begin van de 19e eeuw in het bezit van de Fogelsanghstate, en in 1867 waren de "zathe en landen, genaamd "Huisternoord" nog steeds in het bezit van de toenmalige eigenaar van de Fogelsanghstate, Hector Livius van Heemstra.
Op het huis lag het recht van beurtveer via de Stroobossertrekvaart naar Dokkum en Leeuwarden, en waarschijnlijk zal het dan ook gesticht zijn na het gereedkomen van de trekvaart in 1656. De beurtvaart zal in eerste instantie gediend hebben voor het vervoeren van de opbrengst van de boerderijen die tot het landgoed behoorden. Het recht van beurtveer werd door de rentmeester van de boerderij Huis ter Noord uitbesteed aan een zetschipper, die de vaarten daadwerkelijk uitvoerde.
Huisternoord fungeerde tevens als herberg, maar heeft nooit dienstgedaan als tolhuis, in tegenstelling tot nabijgelegen opstapplaatsen als het Driezumer tolhuis bij Oostwoud en het tolhuis bij het Kollumer Verlaat. Al denkt Mr. Andreae dat het in 1662 vermelde "Tolhuis onder Oltwolde" het Huisternoord betrof, maar mogelijk wordt hier ook het Kollumer Verlaat mee bedoeld. Bij strenge vorst was de beurtvaart niet mogelijk en fungeerde Huisternoord als ijsherberg voor langstrekkende schaatsers. Door toenemend wegverkeer nam de beurtvaart in de eerste helft van de 20e eeuw overal sterk af, waarna verkoop van het beurtschip volgde. De uitspanning werd in 1957 gesloopt, waarna de naam Huisternoord overging op de naastgelegen boerderij uit 1900.

## Zuivelfabriek
In 1899 werd aan de noordkant van de Trekvaart een melkfabriek gebouwd. Bij de fabriek stonden een directeurswoning en een woning voor een machinist-centrifugist. Deze fabriek heeft haar honderdjarig jubileum net niet gevierd. In 1995 waren investeringen nodig om weer aan de geldende eisen te voldoen. Er werd echter besloten om Huisternoord te laten fuseren met De Twee Provinciën in Workum, welke voortkwam uit een fusie van De Goede Verwachting te Workum en De Twee Provinciën te Gerkesklooster. In 1996 sloot de fabriek definitief haar deuren, waarna het fabrieksgebouw een centrum voor paintball en airsoft werd. Ook is de directeurswoning uit 1926 nog aanwezig. Achter het fabrieksgebouw is in 2013 een camping met recreatiehaven aangelegd.

## Molen
Bij Huis ter Noord stond tussen 1858 en 1941 een windmolen, de Huisternoord. De molen was een achtkantige stellingmolen die dienstdeed als koren- en pelmolen. In de jaren 20 kreeg de molen een hulpmotor op diesel. Later kwam de molen in het bezit van de plaatselijke zuivelfabriek, die de molen gebruikte als opslagplaats. De molen werd in 1941 deels afgebroken. Het onderstuk van de molen bestaat nog steeds en doet dienst als garage.
Steden, dorpen en gehuchten: Aalsum · Anjum · Augsbuurt · Birdaard · Blija · Bornwird · Brantgum · Burum · Dokkum · Ee · Engwierum · Ferwerd · Foudgum · Genum · Hallum · Hantum · Hantumeruitburen · Hantumhuizen · Hiaure · Hogebeintum · Holwerd · Janum · Jislum · Jouswier · Kollum · Kollumerpomp · Kollumerzwaag · Lichtaard · Lioessens · Marrum · Metslawier · Munnekezijl · Moddergat · Morra · Nes · Niawier · Oosternijkerk · Oostmahorn · Oostrum · Oudwoude · Paesens · Raard · Reitsum · Ternaard · Triemen · Veenklooster · Waaxens · Wanswerd · Warfstermolen · Westergeest · Wetsens · Wierum · Zwagerbosch

Buurtschappen: Abbewier · Bartlehiem (deels) · Beintemahuis · Betterwird · Bollingawier · Bonte Hond · Bornwirdhuizen · Boteburen · Brandeburen · De Dellen · De Keegen · De Kolk · De Leegte · De Rijp · De Wirden · De Schans · Dijkshorne · Dokkumer Nieuwe Zijlen · Drieboerehuizen · Ezumazijl · Groot Medhuizen · Halfweg · Hallumerhoek · Hanenburg · Hantumerhoek · Huis ter Noord · Kettingwier · Klein Medhuizen · Kletterbuurt · Kollumeroudzijl · Krabburen · Laagland · Lutkewier · Molenbuurt · Nieuwland · Oudeterp · Oudwouderzijlen · Reidswal · Scharnehuizen · Stiem · Teerd · Teijeburen · Tergracht (deels) · Ter Lune · Tibma · Tilburen · Tiltjeburen · Vaardeburen · Veldburen · Vijfhuizen (Hallum) · Vijfhuizen (Ternaard) · Visbuurt · Weerdeburen · Westerburen · Westernijkerk · Wie · Wijgeest · Zevenhuizen

Streken: 't Schoor · Galilea · It Paradyske · Lutkelaard · Sibrandahuis · Steenharst · Steenvak · Wildpad (deels) · Zandbulten · Zwagerveen

Friesland: Steden en dorpen      Nederland: Provincies · Gemeenten